# 纪信祠
纪信祠，位于中国甘肃省天水市秦州区，据《秦州志》记载，纪信祠始建于元朝，初为成纪县衙，明初改建城隍庙。后经历代重修，形成了三门四进二十一座殿的规模。纪信祠古建筑群左右对称，自牌坊门进入，穿过游廊、五凤楼、卷棚、拜厅、献殿，行至大殿，最后到达寝宫，整体建筑位于同一中轴线上。主体建筑大殿主基高于其他建筑，气势轩昂，古朴雄浑。殿内有幅面积约25平方米左右的城隍出巡壁画，为明代遗存，上有“天启五年三月初三张登”字样。祠内还有明清匾额、碑刻，三百年以上的古树7棵。纪信祠集艺术、科学、宗教、历史、民俗于一体，是天水境内仅存的两处元代古建之一，历经岁月沧桑，更显弥足珍贵。2019年10月7日公布为第八批全国重点文物保护单位。